# Challenger WTA de Buenos Aires 2021
El WTA Argentina Open 2021 fue un torneo de tenis profesional jugado sobre polvo de ladrillo. Fue la 1.ª edición del torneo y formó parte de los Torneos WTA 125s en 2021. Se llevó a cabo en el Buenos Aires Lawn Tennis de Buenos Aires, Argentina, entre el 1 de noviembre al 7 de noviembre de 2021.
Es el primer torneo WTA en ese país luego de 34 años.

## Cabezas de serie

### Individuales
| Tenista             | Ranking | Preclasificada |
| Mayar Sherif        | 64      | 1              |
| Beatriz Haddad Maia | 91      | 2              |
| Anna Bondár         | 133     | 3              |
| Irina Bara          | 138     | 4              |
| Panna Udvardy       | 139     | 5              |
| Ekaterine Gorgodze  | 161     | 6              |
| Diane Parry         | 194     | 7              |
| Despina Papamichail | 198     | 8              |

- Ranking del 25 de octubre de 2021

### Dobles
| Tenista                       | Ranking | Preclasificada |
| Irina Bara Ekaterine Gorgodze | 231     | 1              |
| Carolina Alves Laura Pigossi  | 331     | 2              |
| Anna Bondár Panna Udvardy     | 419     | 3              |
| Bárbara Gatica Rebeca Pereira | 470     | 4              |

## Campeonas

### Individuales femeninos
Anna Bondár venció a  Diane Parry por 6–3, 6–3

### Dobles femenino
Irina Bara /  Ekaterine Gorgodze vencieron a  María Lourdes Carlé /  Despina Papamichail por 5–7, 7–5, [10–4]